# Личный штаб рейхсфюрера СС
Личный штаб рейхсфюрера СС (нем. SS-Reichsführerpersonalstab; Persönlicher Stab des Reichsführer-SS), центральное ведомство СС, выполнявшее личные поручения рейхсфюрера СС или занимавшееся особыми вопросами, которые выходили за рамки компетенции других Главных управлений СС.

## История

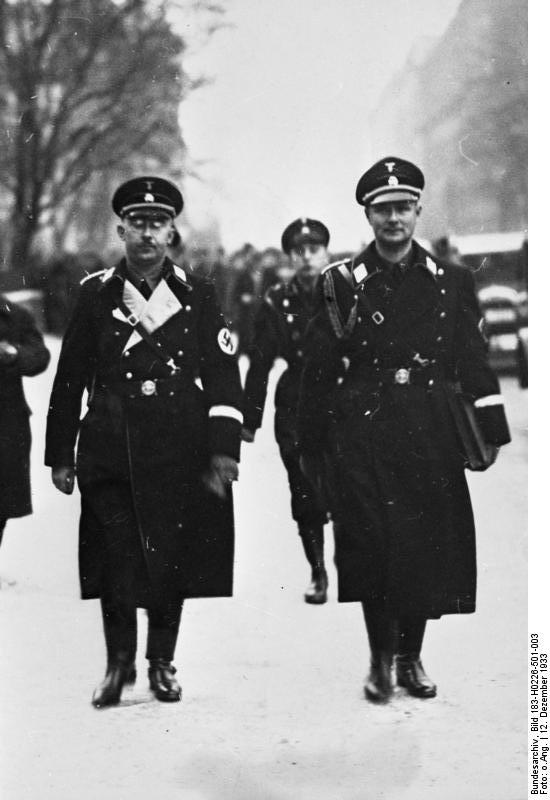
Рейхсфюрер СС Генрих Гиммлер и его адъютант оберфюрер СС Карл Вольф, 1933 год

Первоначально действовал как адъютантура рейхсфюрера СС Генриха Гиммлера. 12 июля 1935 года был сформирован Группенштаб для особых поручений (Gruppenstab zbV), выполнявший функции личного штаба Гиммлера. 9 ноября 1936 года шеф-адъютантура СС была преобразована в Личный штаб рейхсфюрера СС. 8 июня 1939 года он получил в системе СС статус Главного управления. В качестве личной адъютантуры штаб являлся передаточным звеном распоряжений рейхсфюрера СС подчинённым ему структурам СС и связующим звеном между ним и подконтрольными ему подразделениями. Кроме того, важнейшим компонентом Личного штаба рейхсфюрера СС был Полевой командный штаб рейхсфюрера СС (Feldkommandostab RFSS), занимавшийся обеспечением работы рейхсфюрера СС в полевых условиях во время военных действий и являвшийся фронтовой штаб-квартирой Г. Гиммлера и центром руководства войск СС. В состав Личного штаба рейхсфюрера СС также входило общество «Наследие предков» (Аненербе) и организация «Источник жизни» (Лебенсборн), занимавшиеся исследованием культурного наследия древних германцев и повышением рождаемости расово чистых германцев.
Начальником Личного штаба рейхсфюрера СС всё время его существования (9 ноября 1936 — 29 апреля 1945 года) был обергруппенфюрер СС и генерал войск СС Карл Вольф. После того, как в начале 1943 года Карл Вольф был назначен высшим руководителем СС и полиции в Северной Италии, с 14 мая 1943 года его обязанности стал исполнять штандартенфюрер СС Пауль Баумерт (Paul Baumert), хотя сам К. Вольф официально сохранил за собой должность начальника штаба.

## Структура
- Личный референт (Persönliche Referent) — Рудольф Брандт (Rudolf Brandt)[5];
- Адъютантура (Adjutantur), начальник — Вернер Гротманн (Werner Grothmann);
- Полевой командный штаб рейхсфюрера СС (Feldkommandostab RFSS), начальник — Курт Кноблаух (Kurt Knoblauch) (6 мая 1941 — 9 ноября 1942 года)[6];
- Главный наградной отдел (Hauptabteilung Ausziechungen und Orden);
- Общество «Наследие предков» (Аненербе) (Gesellschaft «Anenerbe») (1 января 1942—1945), президент — Генрих Гиммлер, имперский управляющий делами и начальник Административного управления — штандартенфюрер СС Вольфрам Зиверс, директор, научный куратор и руководитель Попечительского совета — бригадефюрер СС профессор Вальтер Вюст (Walther Wüst)[7];
- Караульная группа СС (SS Mannschafthäuser);
- Имперский врач СС (Reichsarzt SS) — д-р Эрнст Роберт Гравиц (Dr. Ernst-Robert Grawitz)[8]. Ему подчинялись:
  - старший клинист (Oberster Kliniker) — группенфюрер СС Карл Франц Гебхардт (Karl Franz Gebhardt) (1943—1945)[9];
  - старший гигиенист (Oberster Hygieniker) — оберфюрер СС Иоахим Мруговский (Joachim Mrugowsky);
  - зубной врач (Zahnarzt) — оберфюрер СС Гуго Блашке (Hugo Blaschke) (31 августа 1936 — 1945)[10];
- Уполномоченный личного штаба рейхсфюрера СС (RFSS Persönlicher Stab Beaftragter);
- Управление поселенческой политикой (Amt für Bevolkerungspolitik), начальники — бригадефюрер СС Артур Юлиус Гютт (Arthur Julius Gütt)[11], (июнь 1939 — 1 августа 1939), Гельмут Поппендик (Helmut Poppendick);
- Реферат по культуре при рейхсфюрере СС (Kulturreferat der RFSS);
- Статистическо-исследовательский институт рейхсфюрера СС (Statistisch Wissenschaftlische Institut RFSS);
- Служба исследований в области культуры и школ СС в Вевельсбурге (Deinststelle für Kulturelle Forschungen mit SS Schule Haus Wewelsburg), начальники — штурмбаннфюрер СС Манфред фон Кнобельсдорф (28 мая 1935 — 30 января 1938 года); обергруппенфюрер СС и генерал войск СС Зигфрид Тауберт (Siegfried Taubert) (30 января 1938 — 30 марта 1945 года)[12];
- Шеф протокола (Chef des Protokolle);
- Управление пищевых продуктов рейхсфюрера СС (Rohestoffamt RFSS), начальник — Альберт Клот;
- Управление L (Лебенсборн) (Amt L (Lebensborn), начальники — оберфюрер СС Грегор Эбнер (Gregor Ebner), штандартенфюрер СС Макс Зольман (Max Sollmann);
- Шеф службы связи рейхсфюрера СС (Chef Fernmeldungswesen bei RFSS), начальники — обергруппенфюрер СС Эрнст Закс, бригадефюрер СС Вильгельм Кейльхас;
- Судья СС Личного штаба рейхсфюрера СС (SS Richter bei RFSS Persönlicher Stab) — оберфюрер СС Хорст Бендер;
- Личный штаб рейхсфюрера СС по вопросам охоты и лесов (RFSS Persönlicher Stab für Jagd und Forstwesen);
- Служба четырёхлетнего плана (Dienststelle Vierjahresplan);
- Пресс-служба рейхсфюрера СС (Presstelle RFSS);
- Экономическая координационная служба СС (SS Wirtschaftsring);
- Отдел экономической помощи (Abteilung Wirtschaftliche Hilfe).

Помимо прочего к Личному штабу рейхсфюрера СС были приписаны т. н. почётные командиры СС, к которым относились партийные функционеры, государственные чиновники, учёные, дипломаты Третьего рейха, не состоявшие на службе в системе СС, но которым Г. Гиммлером были присвоены различные звания СС с правом ношения соответствующей формы. У них не было никаких служебных обязанностей, но они и не имели право отдавать какие-либо распоряжения,.